# Helü od Wua
Kralj Helü od Wua (kineski 闔閭/阖闾) bio je kralj Wua 515. prije nove ere – 496. prije nove ere u staroj Kini.
Bio je sin kralja Zhufana (諸樊) ili Yumeija (餘昧) te nećak kralja Liaoa od Wua (吳王僚) te je prije stupanja na tron bio znan kao princ Guang (kineski 光). Bio je brat Fugaija (夫概).
Guang je htio ubiti Liaoa te je političar Wu Zixu predložio da to učini Zhuan Zhu (專諸). Zhu je ubio kralja 515. prije nove ere. Guang je zatim stupio na tron kao kralj Helü.
Helü je naredio izgradnju grada Suzhoua.
506. prije nove ere Helü je uz pomoć Wu Zixua i Sun Cua krenuo na državu Chu.

## Djeca
- Bo
- Fučai od Wua (kralj)
- Shan